# Theodor Dombart
Theodor Dombart (* 8. Oktober 1884 in Erlangen; † 25. Dezember 1969 in München) war ein deutscher Architekt, Hochschullehrer und Heimatforscher.

## Leben
Theodor Dombart wurde als Sohn eines Gymnasialdirektors in Erlangen geboren. Er besuchte das Gymnasium in München und studierte nach bestandenem Abitur ab 1904 Architektur an der Technischen Hochschule München. Nach seinem Studium und einem Referendariat war er als Assessor in der bayerischen Staatsbauverwaltung tätig. 1913 konnte er an den archäologischen Grabungen im Tell Halaf unter der Leitung von Max von Oppenheim teilnehmen. Von 1914 bis 1918 diente er als Unteroffizier im Ersten Weltkrieg. Im November 1918 heiratete er die Tochter des Orientalisten Fritz Hommel. Im Anschluss an seine Habilitation übernahm er eine Professur für Geschichte der Baukunst und Architektur im alten Orient an der Ludwig-Maximilians-Universität München und wurde 1927 als außerordentlicher Professor berufen. 1940 wurde er außerplanmäßiger Professor. Er wurde 1951 emeritiert. Er schrieb neben Werken über orientalische Architektur mehrere Bücher über Geschichte und Architektur seiner Heimatstadt München.
Dombart wurde am 14. Mai 1965 mit dem Bayerischen Verdienstorden ausgezeichnet. 1967 erhielt er den Schwabinger Kunstpreis. 
Nach seinem Tod im Jahre 1969 wurde er auf dem Münchner Nordfriedhof begraben. Nach ihm ist die Theodor-Dombart-Straße in München benannt.

## Bauten
- 1931: Mausoleum der Familie Dyroff in Ostermünchen, Fritz-Schäffer-Straße 14 (unter Denkmalschutz)